# Michael Memelauer
Michael Memelauer (ur. 23 września 1874 w Wallsee-Sindelburgu, zm. 30 września 1961 w St. Pölten) – austriacki duchowny katolicki, biskup St. Pölten.

## Życiorys
Urodził się 23 września 1874 roku w Wallsee-Sindelburg. 24 stycznia 1897 roku przyjął święcenia kapłańskie. 18 kwietnia 1927 roku został mianowany biskupem ordynariuszem St. Pölten, a 18 maja przyjął sakrę z rąk kardynała Friedricha-Gustava Piffla. Diecezją kierował do śmierci, która nastąpiła 30 września 1961 roku w St. Pölten.